# حسن سليمان
حسن سليمان أحمد (17 سبتمبر 1928 -15 أغسطس 2008) هو فنان تشكيلي مصري.

## حياته
ولد حسن سليمان في 17 سبتمر 1928 في حارة طه السيوفي، هي إحدى الحارات الشعبية بين غمرة والسكاكيني في القاهرة، لأسرة مثقفة، كان في طفولته يعشق الآثار القديمة والتماثيل، لانه شاهدها ولمسها في منزل خاله أحمد فخري أحد علماء الآثار والمصريات، كان يصحبه كثيراً الى الأماكن الأثرية، حثهُ والده على دارسة الفنون الجميلة، رغم ذلك هو كان يتمنى أن يلتحق بكلية الآداب في قسم اللغة الإنجليزية، التحق بكلية الفنون الجميلة عام 1947 بعد إن رسم تمثال يوليوس قيصر بالفحم، حصل على شهادة البكالوريوس من قسم التصوير عام 1951، أكمل بعد ذالك دراسته في أكاديمية بريرا في ميلانو عام 1966، وعمل مدرساً في المعهد العالي للسينما، ومدرساً في كلية الفنون الجميلة، ثم أستاذاً للدراسات العليا في جامعة بلاكسبورغ في ولاية فرجينيا.

## المعارض
شارك في العديد من المعارض المحلية الشخصية والجماعية منها:
- معرض شخصي في قاعة إخناتون - الزمالك 1952، 1964، 1966، 1971.
- معرض شخصي بعنوان (طبيعة صامته) في مركز الهناجر 1988.
- معرض شخصي في قاعة أكسترا - الزمالك 1996.
- معرض شخصي في المجلس الوطني للثقافة والفنون والآداب بقاعة أحمد العدوانى - الكويت 1997.[5]
- معرض شخصي بعنوان (البحر) في مركز الهناجر 2000.

## أعماله

### أعماله الفنية
- لوحة "النورج" عام 1962.
- لوحة "العمل في الحقل" عام 1970.
- لوحة "شارع مراسينا".
- لوحة "جامع شيخون ".
- لوحة "بنت البلد بالمنديل".
- لوحة "فتاة الشرفة".

### مؤلفاته في الفن التشكيلي
- كتاب "حرية الفنان".
- كتاب "كيف تقرأ لوحة/ كيف تقرأ خطاً"
- الحركة في الفن والحياة: كيف تقرأ صورة
- ذلك الجانب الآخر: محاولة لفهم الموسيقى الباطنية في الشعر والفن
- كتاب "سيكولوجية الخطوط".
- كتاب "كتابات في الفن الشعبي"
- لغز عروس سيناء